# Vadans (Jura)
Pour les articles homonymes, voir Vadans.
Vadans est une commune française située dans le département du Jura, dans la région culturelle et historique de Franche-Comté et la région administrative Bourgogne-Franche-Comté.
Son code postal est 39600, et son code Insee est 39539. La commune est rattachée au canton d'Arbois et à la communauté de communes Arbois, Poligny, Salins – Cœur du Jura.
Ses habitants se nomment les Vadantiers et Vadantières.

## Géographie

### Communes limitrophes
| Ounans              | Chamblay                    | Saint-Cyr-Montmalin |
| Molamboz Mathenay   | Vadans                      | Villette-lès-Arbois |
| Abergement-le-Grand | Abergement-le-Petit, Grozon | Arbois              |

Vadans se situe sur l'axe Dole-Arbois-Champagnole, qui fait la connexion entre la plaine et le relief jurassien. Le village est à la fois tourné sur le canton arboisien à l'ouest d'une part, et sur l'agglomération doloise et le bassin de Mont-sous-Vaudrey d'autre part.
Le village se situe également à 13 kilomètres au nord de Poligny, à 16 kilomètres à l'ouest de Salins-les-Bains et à 12 kilomètres de Mouchard. La commune de Vadans est enfin liée au territoire lédonien, qui est à 40 kilomètres du village, et qui concentre les activités administratives.

### Climat
Pour des articles plus généraux, voir Climat de la Bourgogne-Franche-Comté et Climat du département du Jura.
En 2010, le climat de la commune est de type climat de montagne, selon une étude du Centre national de la recherche scientifique s'appuyant sur une série de données couvrant la période 1971-2000. En 2020, Météo-France publie une typologie des climats de la France métropolitaine dans laquelle la commune est exposée à un climat semi-continental et est dans la région climatique  Jura, caractérisée par une forte pluviométrie en toutes saisons (1 000 à 1 500 mm/an), des hivers rigoureux et un ensoleillement médiocre. 
Pour la période 1971-2000, la température annuelle moyenne est de 10,7 °C, avec une amplitude thermique annuelle de 17,3 °C. Le cumul annuel moyen de précipitations est de 1 205 mm, avec 12,8 jours de précipitations en janvier et 9,3 jours en juillet. Pour la période 1991-2020, la température moyenne annuelle observée sur la station météorologique de Météo-France la plus proche, « Colonne », sur la commune de Colonne à 11 km à vol d'oiseau, est de 11,7 °C et le cumul annuel moyen de précipitations est de 1 170,0 mm. 
La température maximale relevée sur cette station est de 40,3 °C, atteinte le 7 août 2003 ; la température minimale est de −18 °C, atteinte le 12 janvier 1987,,. 
Les paramètres climatiques de la commune ont été estimés pour le milieu du siècle (2041-2070) selon différents scénarios d'émission de gaz à effet de serre à partir des nouvelles projections climatiques de référence DRIAS-2020. Ils sont consultables sur un site dédié publié par Météo-France en novembre 2022.

### Voies de communication et de transport
Vadans est uniquement desservi par la route et la départementale D9. Des bus départementaux mis en place par le Conseil départemental du Jura passent plusieurs fois par jour, destinés principalement au transport scolaire. L'autoroute la plus proche est l'A39, au péage de Bersaillin. La gare la plus proche est celle d'Arbois, mais les TGV partent de la gare de Dole.

## Urbanisme

### Typologie
Au 1er janvier 2024, Vadans est catégorisée commune rurale à habitat dispersé, selon la nouvelle grille communale de densité à sept niveaux définie par l'Insee en 2022.
Elle est située hors unité urbaine. Par ailleurs la commune fait partie de l'aire d'attraction d'Arbois, dont elle est une commune de la couronne,. Cette aire, qui regroupe 16 communes, est catégorisée dans les aires de moins de 50 000 habitants,.

### Occupation des sols
L'occupation des sols de la commune, telle qu'elle ressort de la base de données européenne d’occupation biophysique des sols Corine Land Cover (CLC), est marquée par l'importance des territoires agricoles (52,1 % en 2018), en diminution par rapport à 1990 (55,3 %). La répartition détaillée en 2018 est la suivante :
forêts (44,4 %), terres arables (29,4 %), prairies (14,3 %), zones agricoles hétérogènes (8,4 %), zones urbanisées (3,5 %). L'évolution de l’occupation des sols de la commune et de ses infrastructures peut être observée sur les différentes représentations cartographiques du territoire : la carte de Cassini (XVIIIe siècle), la carte d'état-major (1820-1866) et les cartes ou photos aériennes de l'IGN pour la période actuelle (1950 à aujourd'hui).

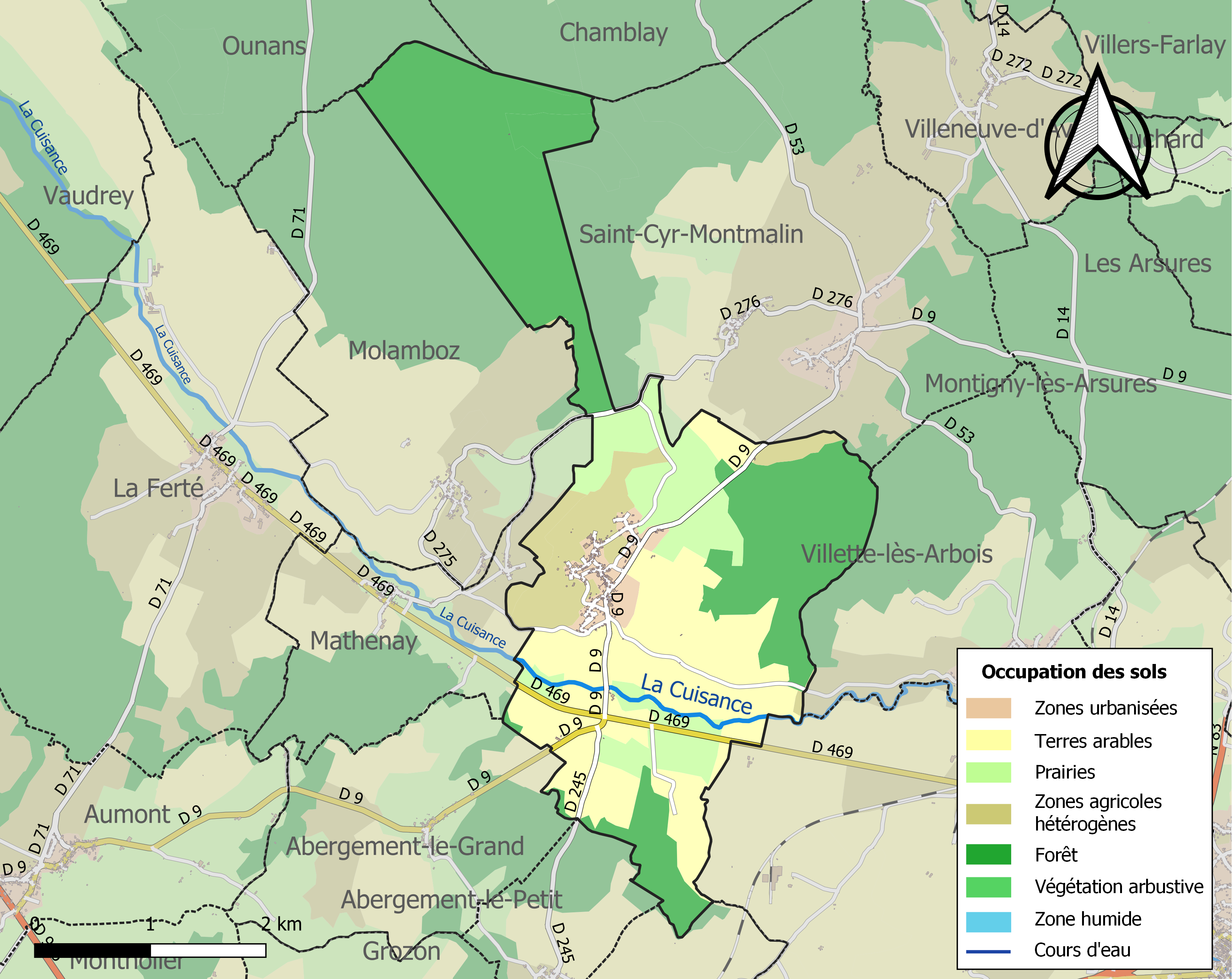
Carte des infrastructures et de l'occupation des sols de la commune en 2018 (CLC).

## Toponymie
Il existe plusieurs hypothèses, toutes non vérifiées, pour l'étymologie de Vadans.
Vadans pourrait provenir du germanique, trace du peuplement burgonde ou alamannique en Franche-Comté. Ernest Nègre propose comme base de Vadans le nom propre « Waldo », "le marcheur". Il serait accompagné du suffixe « –ingen » devenu « –ans » dans la région comtoise, comme pour les communes voisines d'Ornans ou Souvans. Ce suffixe désigne un ensemble de personnes vivant autour d’un individu et de son domaine. On trouve ainsi l'orthographe Wadens au XIIe siècle et Waudens en 1320.
Le Commandant Pierre-Eugène Girardot dans son Histoire du village et du château de Vadans penche quant à lui pour une origine gallo-romaine. Il propose la traduction littérale de l'expression Valdacum, pour « château-fort de la vallée ». Cette interprétation est également non démontrée - bien que le Commandant Girardot soit originaire de Vadans - puisque le village ne disposait pas de château-fort proprement dit à cette époque.

## Histoire

### Origine
À l'époque gallo-romaine, le village a commencé dans la plaine, au bord d'une voie romaine, aujourd'hui dénommée le « Vieux Grand-Chemin » ou « Vieux Chemin ». Il s'étendait sur les lieux-dits à "la Croix" et surtout "aux Murgers". Les romains, selon l'abbé Guichard, auraient érigé un castrum sur les hauteurs de Vadans. L'origine antique est aussi certifiée par la présence d'une borne milliaire le long de l'ancienne voie romaine.
Le village a pris de l'importance au Moyen Âge quand les sires de Salins ont érigé un château-fort sur une butte pour assurer le contrôle de la route vers Dole et la Bourgogne : les maisons se sont alors construites pêle-mêle à proximité du château. En effet, les habitants disposaient du droit de "retrahant", c'est-à-dire de la possibilité de se protéger dans l'enceinte du château pendant une attaque ou une menace étrangère. Les Vadantiers étaient aussi "retrahants" de la petite place forte d'Arbois. Ils devaient donc également s'acquitter de lourdes taxes et corvées auprès de ces derniers, ce qui amena de nombreux conflits entre les deux parties. À chaque fois, le parlement de Dole mettait un terme à la résistance, tranchant toujours en faveur de la place arboisienne. Durant son expansion, le village comptera jusqu'à 700 habitants, avec des professions liées à la présence du château comme des notaires ou des greffiers.

### Seigneuries
La seigneurie de Vadans est née d'un démembrement de la puissante Seigneurie de Salins et la première mention d'un seigneur de Vadans apparaît à la fin du XIIe siècle, époque où s'édifie le château fort de Vadans et l'Abbaye Notre-Dame de Rosières toute proche (aujourd'hui dans le village La Ferté) que les sires de Vadans doteront largement et où ils ont souvent établi leur sépulture.
La seigneurie/baronnie de Vadans était très importante : elle comprenait le château, l'un des plus considérables de la région, ainsi le village de Vadans, le hameau de Saint-Pierre-sous-Vadans, Molamboz, Mathenay, La Ferté, Saint-Cyr-Montmalin, Oussières, Villers-les-Bois, et avait pour annexes Souvans, Bans, Nevy-lès-Dole, Villers-Robert, Séligney, Tassenières et Le Deschaux, ainsi que des moulins, des tuileries, des cours d'eau et des forêts de surfaces conséquentes.
On peut suivre l'histoire de Vadans à travers ses seigneurs successifs du XIIe au XVIIIe siècle.

#### Vadans et lamaison de Vienne/Mâcon
Par le mariage de Maurette de Salins (1137-1200) citée comme « Maura comitissa et domina de Salinis » dans une charte de 1175, l'unique héritière de son père Gaucher III de Salins (ou Gaucher IV selon les historiens modernes : cf. et la Remarque de l'article Humbert II ; † 1175), la seigneurie de Salins passe à la famille des comtes de Mâcon et de Vienne (cf. le schéma généalogique de l'article Étienne). Les enfants de Maurette de Salins et de Géraud Ier de Mâcon (appelé aussi Girard/Gérard de Vienne ; † 1184) sont, entre autres :
- Guillaume IV de Mâcon et de Vienne († 1224), qui reçoit les comtés de Mâcon et de Vienne (sans héritier direct, le comté de Mâcon sera intégré au royaume de France en 1239),
- Gaucher de Salins, dit aussi Gaucher IV (ou V) de Mâcon-Vienne (« Wacherus dominus de Salinis » ou « Galcherus Salinensis dominus » ; † 1219), qui reçoit la seigneurie de Salins, et :
- Girard, le cadet de la famille (Géraud/Gérard de Vienne-Mâcon ; vers 1166-1211), qui détache la châtellenie de Vadans et devient « seigneur de Vadans ». Il est nommé ainsi dans une charte de 1200 concernant l'abbaye de Rosières qu'il cosigne avec ses frères : « Willelmus comes Viennensis et Matisconensis et Gaucherus dominus de Salins et Girardus dominus de Wadens »[14]. Il meurt sans descendance de sa femme Perrette de Ferrette ou de Dampierre, remariée à Thiébaut Ier de Neu(f)châtel († 1268) ; son frère aîné Gaucher V de Salins, évoqué ci-dessus, dit aussi Gaucher IV (ou V) de Mâcon-Vienne (« Wacherus dominus de Salinis » ou « Galcherus Salinensis dominus », Seigneur de Salins en 1184 ; vers 1153/1160-1219), devient son héritier pour Vadans.

La seigneurie de Vadans, avec la maîtrise de son château, a pu momentanément être aliénée par les Salins, ou bien se diviser en plusieurs co-seigneuries, ou encore se partager en une seigneurie éminente (une suzeraineté, aux Salins) et une seigneurie directe, immédiate : car Louis Ier, comte de Ferrette († vers 1190) s'intitule en 1173 sire de Vadans (Ludovicus comes Ferretensis et dominus de Wadens), dans une charte de confirmations de donations faites par Gaucher III (ou IV) († 1175) à l'abbaye de Rosières. Cela rejoint la question de la famille de Perrette, la femme de Gérard/Girard/Géraud de Mâcon-Vienne sire de Vadans, qu'on vient de rencontrer ci-dessus, et qui était dame de La Ferté-sous-Vadans : elle pouvait certes tenir La Ferté en douaire de son 1er mari Géraud, mais elle semble l'avoir possédée de son propre chef, et elle la laissera à son 2e époux Thiébaut de Neuchâtel ; si elle était bien de Ferrette comme le rapporte la tradition, fille de Richard, lui-même fils cadet du comte Louis Ier, cela expliquerait qu'elle ait eu directement un fief issu de la seigneurie de Vadans qu'avait tenue, au moins en partie, son grand-père paternel le comte Louis ; mais une autre explication est proposée : Perrette serait plutôt de Dampierre, fille de Richard de Dampierre (sans doute -sur-le-Doubs ; mais il existe un autre Dampierre, également sur le Doubs), capitaine du château de Vesoul, ces Dampierre jouant un rôle actif sur l'axe Dole-Arbois qui passe justement par Vadans et La Ferté,,.
Toujours est-il qu'à partir de 1211 l'histoire de Vadans se fond de nouveau dans celle de la Seigneurie de Salins, jusqu'en 1240. La fille de Gaucher V, Marguerite de Salins "Margarita filia Walcheri quondam domini de Salinis" (1190-1259) est dame de Salins de 1219 à 1225, année où, face à la complexité de l'héritage, elle vend la seigneurie de Salins au Duc de Bourgogne Hugues IV (1212-1272), qui possède déjà certains droits sur les puits de sel de Salins. Il est Seigneur de Salins (et donc de Vadans) de 1225 à 1237, année où il échange la seigneurie de Salins contre le comté de Chalon-sur-Saône avec le puissant comte Jean Ier de Chalon, dit Jean l'Antique ou le Sage (1190-1267/1268).
Jean de Chalon l'Antique, en devenant acquéreur de la seigneurie de Salins, l'est en même temps de Vadans qu'il ne conserve pas longtemps. En 1240 il donne en effet en dot Vadans avec ses terres de Souvans et de Villers-Robert, à Élisabeth de Chalon, l'une de ses filles, née de son premier mariage avec Mahaut de Bourgogne. Il en fait néanmoins personnellement hommage, encore en 1252, au duc de Bourgogne.

#### Vadans et lamaison de Vergy
- Élisabeth de Chalon (ou de Chalon, de Bourgogne ; 1210-1277)[28] épouse en premières noces Henri Ier de Vienne-Mâcon († assassiné à Genève en mai 1233 ; fils de Guillaume IV comte de Vienne et de Mâcon, fils de Géraud Ier), seigneur de Montmorot (et de Vadans par sa femme), comte de Vienne[29] ; en secondes noces, Ulrich II de Ferrette ; en troisièmes noces entre 1242 et 1248, Henri Ier de Vergy, Seigneur de Mirebeau et d'Autrey, Sénéchal de Bourgogne, qui meurt le 27 octobre 1258 et est inhumé dans l'abbaye de Cherlieu. Sa veuve se retire au château de Vadans et y meurt le 31 mars 1277[30]. Jean Ier de Vergy, leur second fils, mort en 1310, possède Vadans sous la suzeraineté des seigneurs de Vienne. Il est inhumé en l'abbaye de Theuley et laisse de Marguerite de Noyers plusieurs enfants, et entre autres Henri II de Vergy (1275-1335), l'aîné, qui a Vadans et Souvans dans son apanage.
- Marguerite de Vergy († apr. juill. 1357), dame de Vadans, fille d'Henri II de Vergy, épouse en 1319 ou 1321 Louis de Poitiers, fils aîné d'Aymar V de Poitiers (1271-1339), comte de Valentinois et de Diois. Elle reçoit en dot comme son aïeule les seigneuries de Vadans, Souvans et Villers-Robert et fixe, avec son mari qui meurt en 1345, son principal séjour au château de Vadans[31]. Elle vend, avec sa fille Marguerite de Poitiers dame de Perreux (mère d'Edouard II de Beaujeu), au duc de Bourgogne Philippe Ier de Bourgogne les châteaux, châtellenies et seigneuries de Vadans et Souvans, par contrat du mois de juillet 1357, mais sous réserve d'usufruit pendant sa vie[32]. Après sa mort, en 1359, elle est enterrée dans le chœur de l'église abbatiale de Rosières, où elle avait fondé son anniversaire.

Blason des comtes de Valentinois - maison de Poitiers.

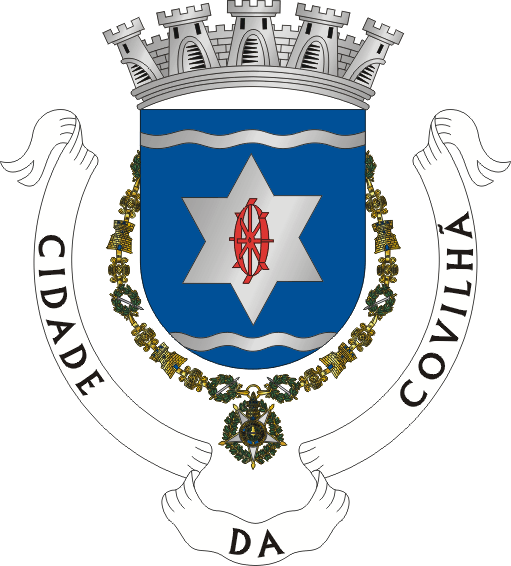
Blason de Covilhã, ville de la Serra da Estrela, portant une étoile à six branches, reprise par les sires de Vadans.

#### Vadans et la branche cadette desPoitiers,comtes de Valentinois
- Charles de Poitiers, seigneur de Saint-Vallier (1330/1331-1410) dont il fonde le lignage[33],[34], frère de Louis, le mari de Marguerite de Vergy, et lui-même huitième et dernier fils d'Aymar IV, comte de Valentinois, rachète au duc de Bourgogne, avant 1376, les terres de Vadans, Souvans et la Ferté. Dans son testament de l'an 1404, il les donne à Philippe, le cinquième de ses fils. On l'apprend d'une quittance originale de lui, pour ses gages et ceux de sa compagnie, en date du 10 septembre 1383. Il s'y qualifie seigneur de Saint-Vallier et de Vadans, et son sceau est aux armes de Poitiers, avec une petite brisure au canton dextre du chef (la brisure s'utilise pour les armoiries des puînés et cadets d'une famille)[35].
- Philippe de Poitiers, qui fonde formellement la lignée de seigneurs de Vadans, est tué à la bataille d'Azincourt le 25 octobre 1415. La lignée s'éteindra en 1717 avec Ferdinand-Joseph de Poitiers ci-dessous (cf. Neublans > Branche de Rye).
- Jean de Poitiers, fils du précédent, seigneur d'Arcis-sur-Aube, de Vadans (baron de Vadans), de Souvans et La Ferté, mort en 1474, sert le duc de Bourgogne Philippe le Bon en Flandres. Il y rencontre Isabelle de Sousa, descendante d’une branche bâtarde de la maison royale du Portugal[36], dame de compagnie de la nouvelle duchesse de Bourgogne Isabelle de Portugal[37]. Il l'épouse à Bruges en 1431 en adoptant des armoiries propres dérivées de celle de sa famille : il ajoute à la brisure des Poitiers de son père une étoile portugaise à ses armes[38] en référence à la Montagne de l’Étoile (la Serra da Estrela, au nord-est du Portugal). On reconnaît l'étoile à 6 branches sur le blason de la ville locale de Covilhã (voir illustration). Comme les comtes de Diois et de Valentinois de la maison de Poitiers portaient « d'azur à six besans d’argent posés 3, 2 et 1, au chef d’or », la branche des seigneurs de Vadans établit son blason « de Poitiers brisé d'une étoile de sable au canton dextre du chef ».
- Philippe II de Poitiers, fils de Jean de Poitiers, meurt à la guerre le 21 juin 1503. Il est inhumé à l'abbaye Notre-Dame de Rosières, sans laisser de postérité[34]. Philippe de Poitiers (1368) succède à son père Jean de Poitiers dans la baronnie de Vadans et chastellenie d'Arcis-sur-Aube : il vend cette dernière à son cousin Aymar de Poitiers, seigneur de Saint-Vallier. Il était Chambellan ordinaire de Philippe le Bon, duc de Bourgogne.
- Charles II de Poitiers, frère de Jean, lui succède et meurt le 6 mai 1527 au combat de Rome, dans les armées de Charles-Quint, la comté de Bourgogne étant alors terre d'Empire[39].
- Charles III de Poitiers, fils de Charles II de Poitiers, meurt en 1539 à Malines.
- Charles IV de Poitiers, le cinquième de ses fils, lui succède dans la terre de Vadans. Il meurt le 14 juillet 1568.
- Charles V, fils aîné du précédent, meurt après 1584, sans laisser de postérité.
- Guillaume de Poitiers, baron d'Outre et de Vadans, frère du précédent, lui succède. Il épouse en secondes noces Sabine-Lamoral de Rye.
- Claude-Antoine de Poitiers, leur fils, baron de Vadans et de Souvans, meurt en 1654 ; il avait épousé Louise de Rye en 1613.
- Ferdinand-Léonor de Poitiers, dit le comte de Saint-Vallier, épouse Jeanne-Philippine de Rye en 1647. Il meurt en 1664.
- Frédéric-Léonor de Poitiers, dit le marquis de Poitiers, brigadier des armées du roi, leur second fils, né en 1654 meurt sans postérité en 1707.
- Ferdinand-François de Poitiers, son frère aîné né en 1652, dit le comte de Poitiers (et de Rye), lui succède et se remarie en 1694 avec Françoise d'Anglure.
- Ferdinand-Joseph de Poitiers de Rye d’Anglure, leur fils, né en 1695, meurt à Paris à 19 ans de la petite vérole le 29 oct 1715. Marié à Marie-Geneviève de Bourbon-Malause, il donne naissance à une fille posthume le 13 ou 23 décembre 1715 : Elisabeth-Philippine. Avec lui s'éteint la lignée mâle des barons de Vadans de la Maison de Poitiers.

#### Les derniers héritiers
- Élisabeth-Philippine de Poitiers, meurt en 1773, mariée à 13 ans en 1728 à Guy-Michel de Durfort de Lorges, duc de Randan, mort en 1773, quelques mois avant sa femme. Leur unique fille Marie-Geneviève, née le 3 février 1734/1735, est morte avant ses parents le 10 décembre 1762 sans postérité à Paris (elle avait épousé en 1751 Jean-Bretagne-Charles de La Trémoille, duc de Thouars, mort en 1792 émigré.
- Vadans est donné en héritage à Louis-Anne-Gilles de Durfort-Léobard, par lettres patentes de confirmation de donation par le duc de Randan, Guy-Michel de Durfort, de ses terres et seigneurie de Vadans en Franche-Comté en faveur de Gilles-Louis de Durfort-Léobard, le 27 mai 1767[40]. Né le 18 octobre 1758 et mort guillotiné le 9 juillet 1794, il était marquis de Durfort-Léobard et capitaine de Cavalerie au Régiment des Cuirassés, fils de Louis de Durfort né en 1721. Il est condamné à mort le 21 messidor an 2, par le tribunal révolutionnaire de Paris, comme complice de la conspiration dans la prison du Luxembourg où il était détenu. Ses biens furent vendus nationalement et le château est adjugé, le 6 novembre 1795, à Jean-Antoine Marchand, d'Arbois, qui revend le château délaissé au baron Delort.

Dans son Dictionnaire des communes du Jura, Rousset écrit que la baronnie de Vadans a eu comme dernier seigneur féodal Claude-Antoine-Clériadus, marquis de Choiseul-La Baume (1733-1794), second fils de Charles-Marie de Choiseul-Beaupré-Daillecourt (1698-1768) et père du duc de Choiseul Claude-Antoine-Gabriel (1760-1838). Une confusion existe peut-être entre les deux marquis, tous deux guillotinés en 1794. La succession d'Élisabeth-Philippine de Poitiers, morte en 1773, après sa fille et son mari, a été compliquée. Les marquises de Choiseul-la-Baume (Diane-Gabrielle de La Baume, marquise de Montrevel, 1729-1792, épouse de Claude-Antoine-Clériadus de Choiseul et petite-fille paternelle de Marie-Françoise de Poitiers de Rye, cette dernière étant la fille de Ferdinand-François ci-dessus et donc la tante d'Elisabeth-Philippine) et de Ligneville, parentes d'Élisabeth-Philippine de Poitiers, firent un procès à la duchesse de Lorges de Quintin de Durfort-Civrac, Adélaïde-Philippine de Durfort, nièce par alliance d'Elisabeth-Philippine, qui resta l'héritière de « presque tous les biens de la famille de Poitiers », ce qui laisse une part d'incertitude pour la baronnie de Vadans.
Le Commandant Girardot soutient également que Claude-Antoine-Cléradius fut le dernier propriétaire du château de Vadans.

### Vadans après laRévolution française
Le premier maire de Vadans fut, en 1790, Claude-François Juste, un ancien frère capucin.
Le premier procureur de commune fut Claude-Étienne Giboudeau. Il exerça cette fonction de 1790 au 1er décembre 1792. Le deuxième et dernier procureur fut Anatole Girardot, qui en exerça les fonctions du 2 décembre 1792 à octobre 1795. À cette date, les Conseils communaux furent remplacés par des Conseils cantonaux. Après la proclamation de la République, la Convention prescrivit le renouvellement des Conseils généraux communaux. Le 2 décembre 1792, Claude-François Juste est remplacé par Désiré-François Chamblay.
Ce deuxième Conseil général resta en fonctions jusqu'en octobre 1795, c'est-à-dire jusqu'à la mise en vigueur de la Constitution de l'an III qui instituait une administration municipale par canton. Les communes de moins de 5 000 habitants nommaient un agent municipal chargé des fonctions de maire, ainsi qu'un adjoint. La réunion des agents municipaux du canton formait le Conseil municipal cantonal.

À Vadans, François Gravel fut nommé agent municipal. Il exerça cette fonction d'octobre 1795 au 12 juin 1800. À cette date, en vertu de la loi du 28 pluviôse an VIII (16 février 1800), les Conseils cantonaux furent supprimés et l'administration municipale confiée, dans chaque commune, à un Conseil municipal dont le nombre de membres était variable suivant l'importance de la population. Le Conseil passa donc de 12 membres à l'origine, à 10 membres ensuite.

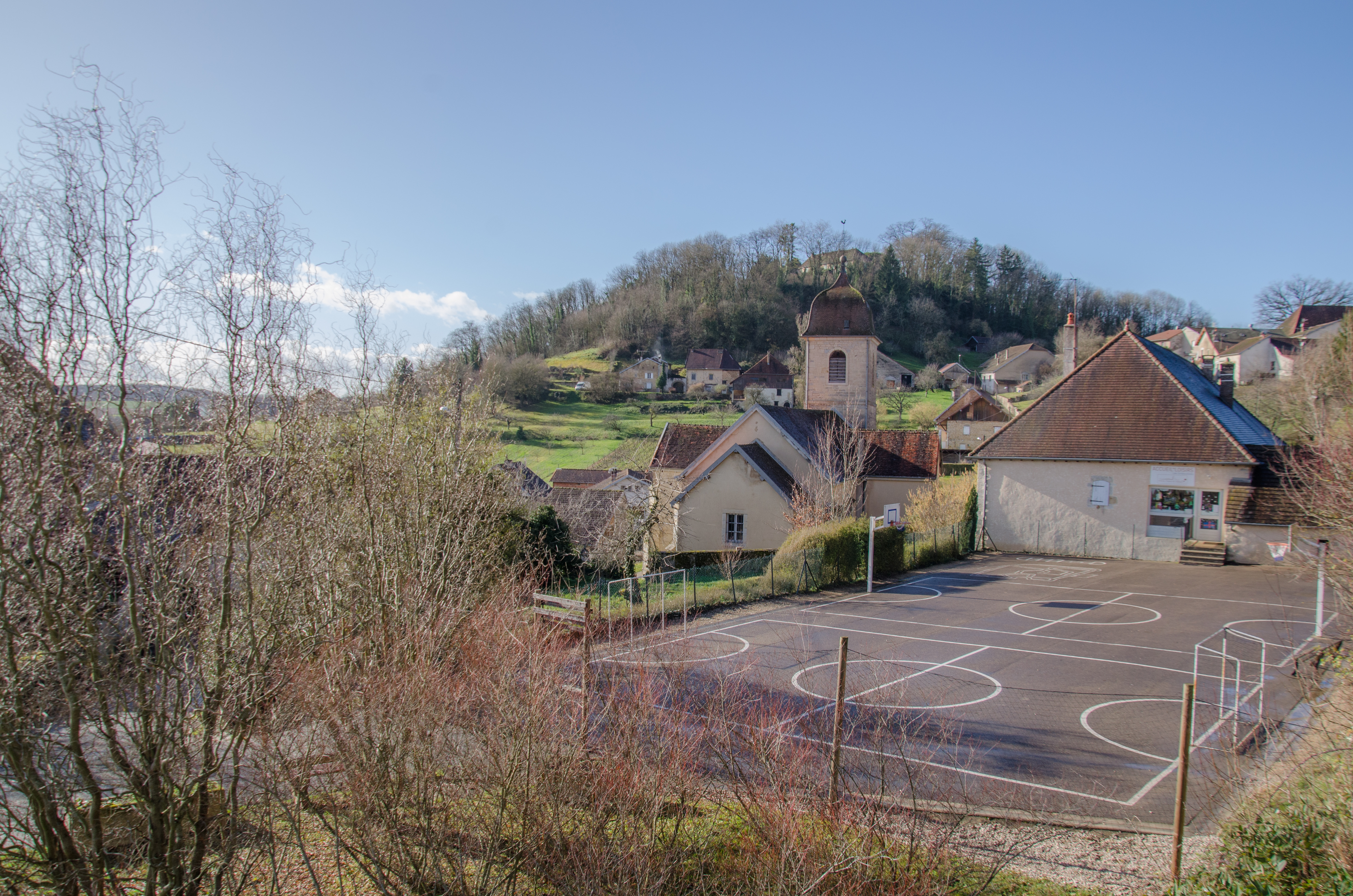
Cour de l'école, avec la colline du château, à l'arrière.
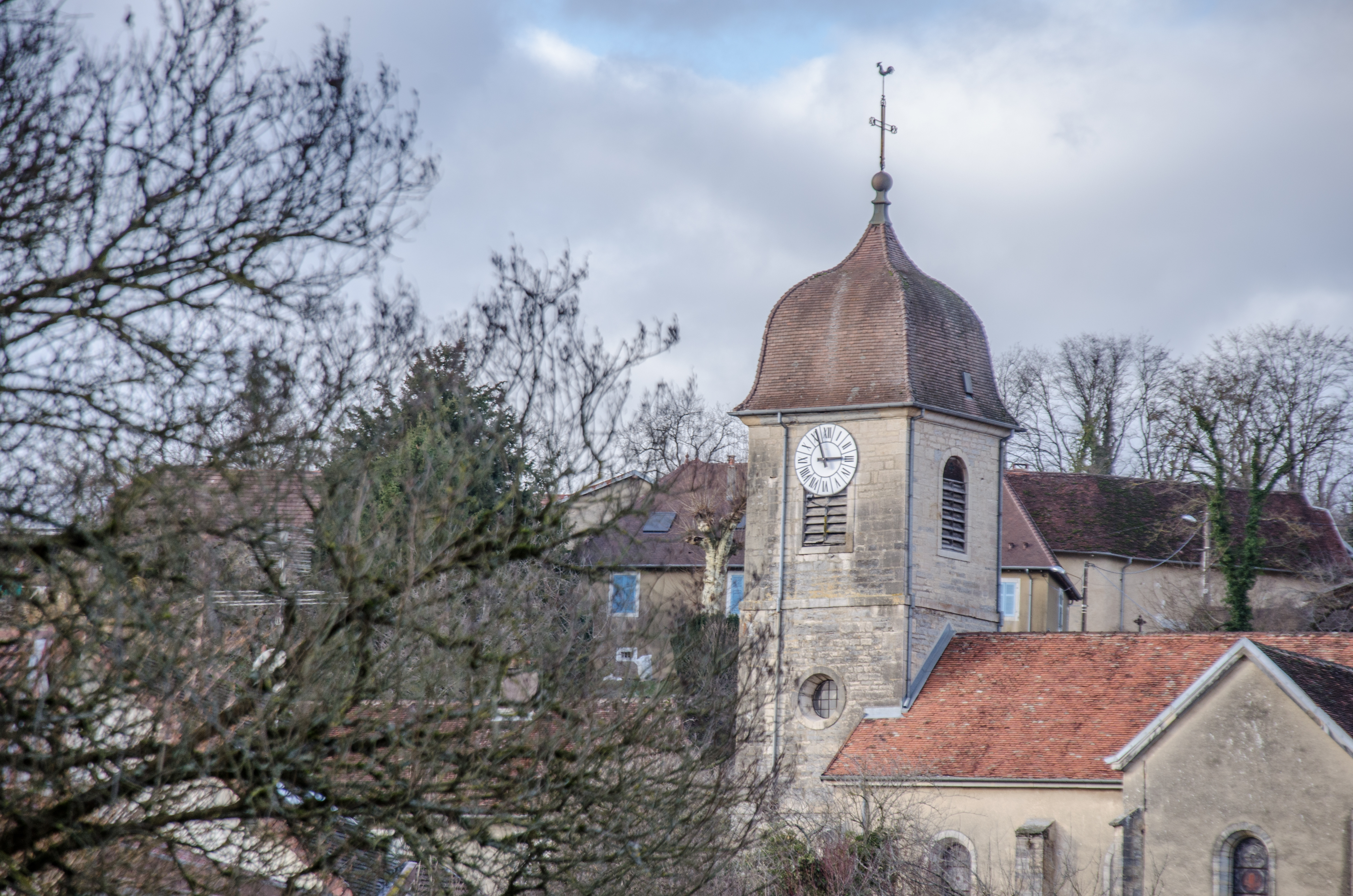
Clocher de Vadans.
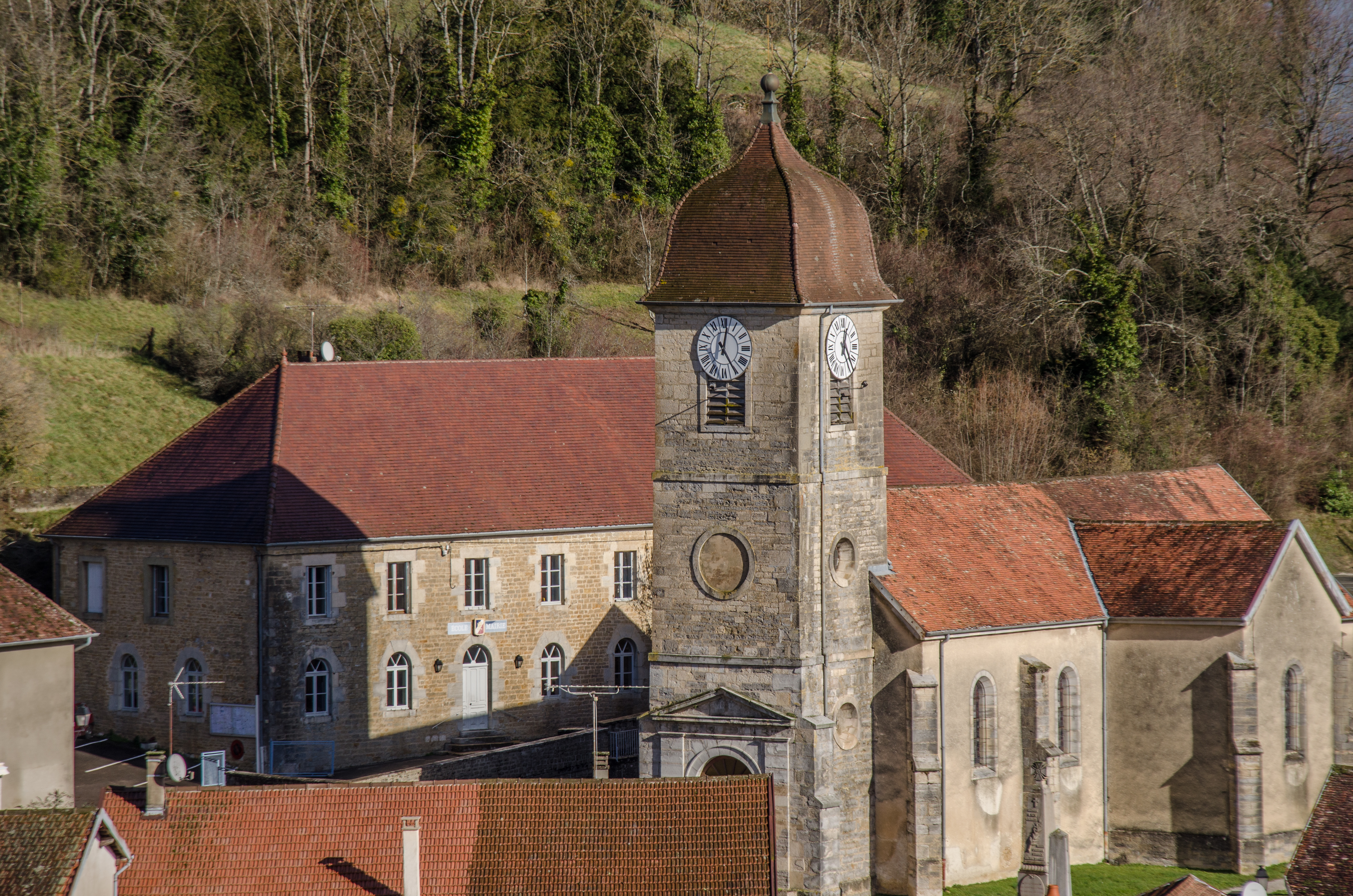
L'église et la mairie, à gauche.

## Politique et administration

### Maires
| Période   | Période  | Identité                         | Étiquette | Qualité       |
| --------- | -------- | -------------------------------- | --------- | ------------- |
| mars 2001 | 2007     | Bernard Boisson[réf. nécessaire] |           |               |
| 2007      | En cours | Henri Dorbon                     | SE        | Fonctionnaire |

### Justice
Les tribunaux d'instance les plus proches sont ceux de Dole (25 km) et de Lons-le-Saunier (30 km). Les tribunaux de grande instance et les tribunaux de commerce les plus proches sont situés à Lons-le-Saunier et à Besançon (40 km), capitale régionale. Le TGI de Dole, visé par une mission ministérielle de réaménagement de la carte judiciaire de novembre 2012, a fermé ses portes. En revanche, il s'est vu confier des attributions judiciaires plus importantes.

## Population et société

### Démographie
L'évolution du nombre d'habitants est connue à travers les recensements de la population effectués dans la commune depuis 1793. Pour les communes de moins de 10 000 habitants, une enquête de recensement portant sur toute la population est réalisée tous les cinq ans, les populations de référence des années intermédiaires étant quant à elles estimées par interpolation ou extrapolation. Pour la commune, le premier recensement exhaustif entrant dans le cadre du nouveau dispositif a été réalisé en 2004.

En 2022, la commune comptait 307 habitants, en évolution de +12,04 % par rapport à 2016 (Jura : −0,81 %, France hors Mayotte : +2,11 %).
| 1793 | 1800 | 1806 | 1821 | 1831 | 1836 | 1841 | 1846 | 1851 |
| ---- | ---- | ---- | ---- | ---- | ---- | ---- | ---- | ---- |
| 672  | 638  | 640  | 583  | 701  | 681  | 692  | 639  | 653  |

| 1856 | 1861 | 1866 | 1872 | 1876 | 1881 | 1886 | 1891 | 1896 |
| ---- | ---- | ---- | ---- | ---- | ---- | ---- | ---- | ---- |
| 589  | 588  | 550  | 532  | 508  | 515  | 475  | 411  | 408  |

| 1901 | 1906 | 1911 | 1921 | 1926 | 1931 | 1936 | 1946 | 1954 |
| ---- | ---- | ---- | ---- | ---- | ---- | ---- | ---- | ---- |
| 393  | 375  | 362  | 276  | 291  | 286  | 283  | 242  | 216  |

| 1962 | 1968 | 1975 | 1982 | 1990 | 1999 | 2004 | 2006 | 2009 |
| ---- | ---- | ---- | ---- | ---- | ---- | ---- | ---- | ---- |
| 215  | 212  | 204  | 211  | 256  | 268  | 273  | 278  | 259  |

| 2014 | 2019 | 2022 | - | - | - | - | - | - |
| ---- | ---- | ---- | - | - | - | - | - | - |
| 265  | 286  | 307  | - | - | - | - | - | - |

| Sexe   | 0 à 19 ans | 20 à 64 ans | 65 ans et plus |
| ------ | ---------- | ----------- | -------------- |
| Hommes | 19.4       | 54.3        | 26.4           |
| Femmes | 19.2       | 52.3        | 28.5           |
| Total  | 19.30      | 53.29       | 27.41          |

### Enseignement
Le village dispose d'une école, dans des locaux mitoyens à la mairie, grâce à un Regroupement pédagogique intercommunal avec la commune de La Ferté. La scolarité y est assurée de la petite section de l'école maternelle jusqu'à au CM2. Des enfants de 4 communes voisines (avec Abergement-le-Grand, Mathenay, Molamboz, et Saint-Cyr-Montmalin) sont scolarisés à l'école, qui compte 4 professeurs, et 85 à 90 élèves selon les années. Les professeurs sont amenés à enseigner sur deux niveaux, dans des classes regroupées. En fonction des capacités d’accueil et de l’acceptation par la directrice de l’école maternelle, quelques enfants âgés de moins de 3 ans peuvent être scolarisés en début ou en cours d’année scolaire.

### Santé
Il n'y a pas de dispositif de santé à Vadans. Les médecins généralistes les plus proches se trouvent à Arbois, et les Centres hospitaliers universitaires à Champagnole et Dole. Un centre hospitalier spécialisé se trouve à Arbois, avec un Établissement d'hébergement pour personnes âgées dépendantes, et des services de radiologie et de rééducation.

## Économie

### Revenu de la population et fiscalité
Part des différents secteurs d'activité en pourcentages (recensement de 2009)
| Revenu net déclaré moyen par foyer fiscal en 2009, en euros                      | 21 278 | 21 725 | 21 266 | 23 433 |
| Foyers fiscaux imposables en % de l'ensemble des foyers fiscaux                  | 50,3 % | 50,0 % | 52,1 % | 54,3 % |
| Médiane du revenu fiscal des ménages par unité de consommation en 2010, en euros | 17 402 | 17 987 | 18 207 | 18 749 |
| Sources des données : INSEE                                                      |        |        |        |        |

### Emploi
Part des différents secteurs d'activité en pourcentages (recensement de 2009)
| Part de l'emploi salarié au lieu de travail en 2009                                   | 67,5 % | 85,6 % | 86,2 % |
| Variation de l'emploi total au lieu de travail : taux annuel moyen entre 1999 et 2009 | +1,9 % | -0,2 % | +0,3 % |
| Taux d'activité des 15 à 64 ans en 2009                                               | 75,3 % | 72,6 % | 73,4 % |
| Taux de chômage des 15 à 64 ans en 2009                                               | 8,8 %  | 9,5 %  | 7,2 %  |
| Sources des données : INSEE                                                           |        |        |        |

### Tissu économique
Part des différents secteurs d'activité en pourcentages (recensement de 2009)
|                             | Part de l'agriculture | Part de l'industrie | Part de la construction | Part du commerce, transports et services divers | Part de l'administration publique, enseignement, santé et action sociale | Part des établissements de 1 à 9 salariés | Part des établissements de 10 salariés ou plus |
| --------------------------- | --------------------- | ------------------- | ----------------------- | ----------------------------------------------- | ------------------------------------------------------------------------ | ----------------------------------------- | ---------------------------------------------- |
| Vadans                      | 31,3 %                | 12,5 %              | 18,8 %                  | 25,0 %                                          | 12,5 %                                                                   | 31,3 %                                    | 6,3 %                                          |
| Moyenne cantonale           | 25,4 %                | 7,3 %               | 7,7 %                   | 47,5 %                                          | 12,1 %                                                                   | 27,0 %                                    | 7,7 %                                          |
| Moyenne départementale      | 14,6 %                | 9,0 %               | 9,6 %                   | 51,0 %                                          | 15,9 %                                                                   | 28,7 %                                    | 6,7 %                                          |
| Sources des données : INSEE |                       |                     |                         |                                                 |                                                                          |                                           |                                                |

Le secteur primaire tient encore une place importante dans l'économie du village. L'industrie est principalement représentée par une entreprise de menuiserie, ébénisterie, et agencement, partenaire de Corian. La construction est dominée par une entreprise de charpentes. Le secteur commerce et transports est caractérisé quant à lui par une entreprise de transport touristique et la présence d'une épicerie.

### Appellations du terroir

#### Vins
Le village se situe au cœur du Vignoble du Jura et se trouve en AOC Arbois. Le village possède également trois IGP  : Franche-comté blanc, Franche-Comté rosé et Franche-Comté rouge, qui ne sont cependant pas utilisées dans la commune.

#### Viandes
Vadans possède deux IGP, celle du Porc de Franche-Comté, et celle plus renommée de la Saucisse de Morteau, aussi connue sous le nom de Jésus de Morteau.

#### Fromages
Vadans se situe sur le territoire de 3 AOP  : le Comté, le Morbier et le Gruyère. La commune dispose également d'une IGP Emmental français Est-Central.

## Culture et patrimoine

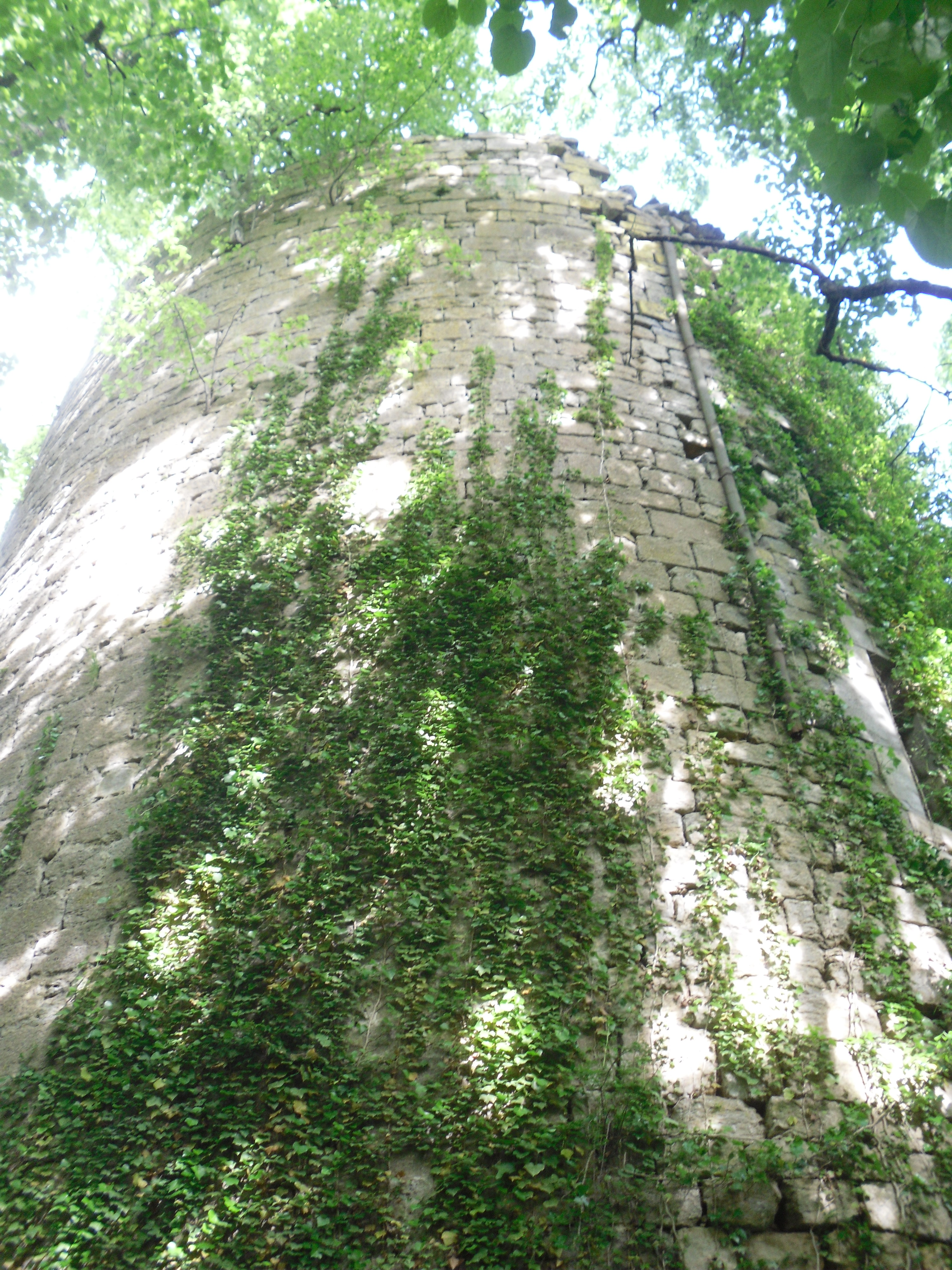
Ancien donjon du château de Vadans.

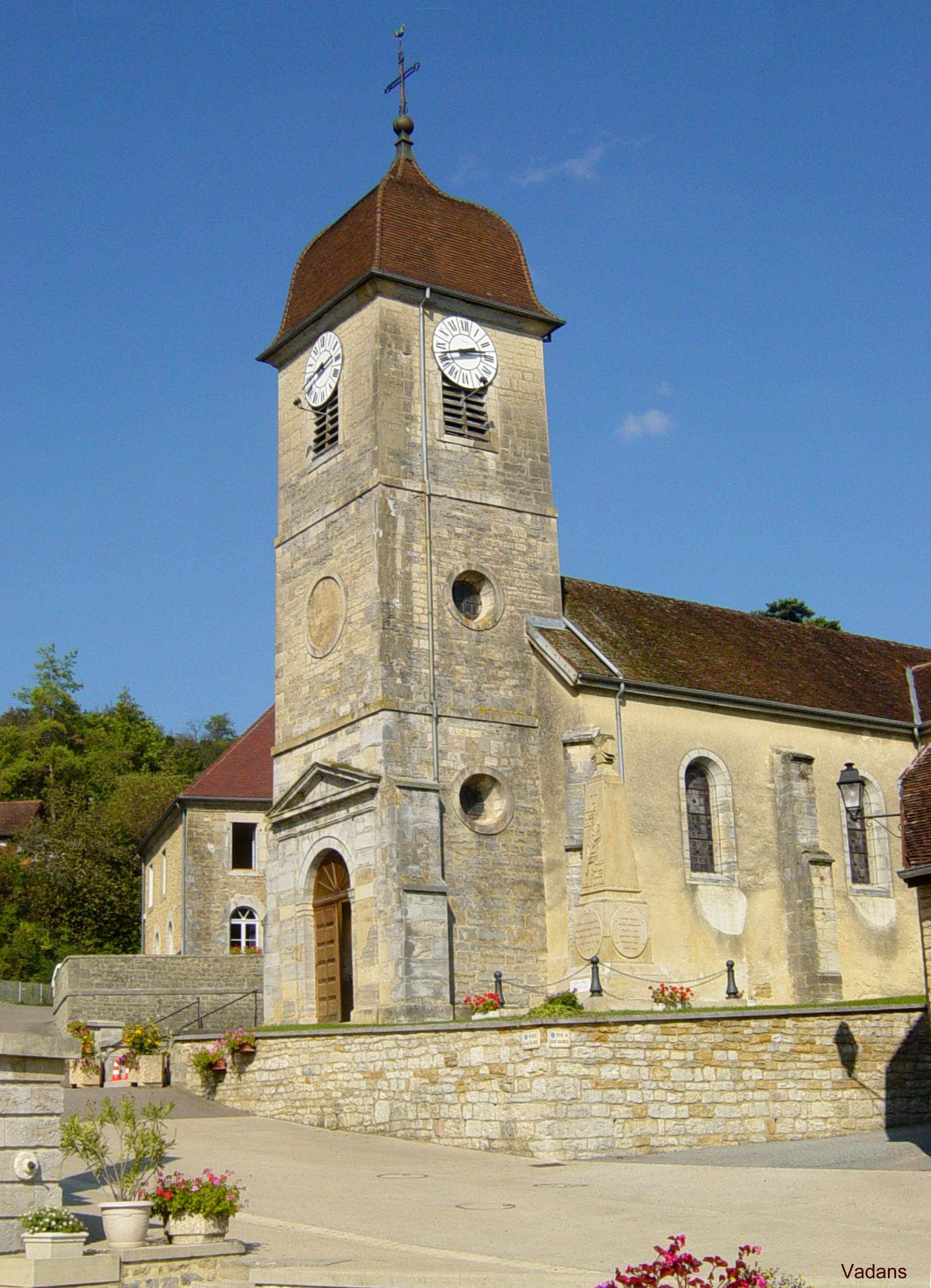
L'église de Vadans.

### Lieux et monuments

#### Le château-fort
Un château-fort fût élevé par les sires de Salins pour contrôler la route qui conduisait à Dole et à la Saône. Il permettait également, par sa situation géographique, de surveiller de loin la circulation des bandes de pillards ou la marche des invasions Barbares, sur les axes Bourgogne-Suisse et Lyonnais-Alsace. Remplaçant l'ancien castrum romain, la forteresse médiévale était considérable. Sur une colline isolée dans la plaine, ce château avait la configuration d'un rectangle, avec ses deux grands côtés qui suivaient une orientation Nord-Sud. Des remparts de 3,30 mètres d'épaisseur avec deux tours d'angle circulaires de plus de 7 mètres de diamètre protégeaient une emprise de deux hectares avec un donjon circulaire de 14 m de diamètre et 40m de hauteur, un corps de logis et des communs. Une porte voûtée permettait l'accès au village, à partir d'une pente escarpée.
Il est démantelé par Louis XI en 1481 dans la guerre pour la succession de Charles le Téméraire. Le château-fort est de nouveau incendié et démantelé au moment de la guerre de Dix Ans le 14 juillet 1638 par les armées de Louis XIII du duc de Longueville. L'armée royale prend le château de Vadans en se repliant après avoir essuyé une lourde défaite lors de la bataille de Chamole. L'artillerie, placée sur la rive gauche de la Cuisance, s'avère inefficace, mais les habitants sont trahis par l'un des leurs. Ce dernier montre un lieu de tir plus favorable, au lieu-dit "Aux Brûlées", qui permet ainsi l'invasion des assaillants.
Le château est repris en août 1638, par une expédition comtoise et espagnole dirigée par le colonel Emskerque d'Antorpe et le capitaine Duprel d'Arloz. Lorsqu'ils reprirent la forteresse, les Français avaient abattu la tour orientée au Nord-Ouest pour y réaliser une brèche. Ils avaient également entièrement rasé les dépendances intérieures du château. Girardot de Beauchemin, écrivain contemporain, note que "le village fut pillé et brûlé par les français" par une garnison qui "se rendit, par ses excès, la terreur des campagnes d'Arbois et de Salins."
Il est reconstruit comme château de résidence et non plus comme forteresse à partir de 1667 par Jeanne de Rye, veuve de Ferdinand-Léonore de Poitiers mort en 1664. La construction subit par la suite de nombreuses transformations qui lui font perdre son caractère militaire. En 1674, lors de la dernière invasion française en Franche-Comté, le château ne fait d'ailleurs l'objet d'aucune dégradation particulière.
Il a été acheté et aménagé au début du XIXe siècle par le baron Delort, général arboisien, qui repose depuis 1846 dans un mausolée à la base du donjon, avec sa fille et sa femme.

#### L'église
L'église paroissiale est dédiée à Saint Maurice, patron de l'abbaye d'Agaune à qui les premiers sires de Salins et de Vadans devaient l'hommage. La paroisse est très ancienne et les bases de l’église remontent au XIIIe siècle. Elle a été richement dotée par les donateurs, dont les sires de Vadans, et conserve des objets anciens de valeur comme la chaire, la statue équestre de saint Maurice (XVIe siècle), deux « Vierge à l'enfant » (l'une en pierre, XVIe siècle, anciennement datée du XIVe siècle, l'autre en bois doré, XVIIe siècle), la statue de saint Grégoire (fin du XVIIe siècle), deux tableaux sur bois (la Sainte famille, XVIIe siècle, et l'Adoration des bergers, XVIe - XVIIe siècle). On trouve aussi un reliquaire de la fin du XVIIIe siècle en bois, taillé par le sculpteur enfant du pays Claude Dejoux. En 1794 les autorités prennent la lourde cloche de l'église de Vadans pour la fondre et lui attribuent à la place une cloche plus petite provenant de l'église de Gray. Cette cloche du XVIe siècle existe toujours : elle porte les armes de la province et l'inscription : « Discutio sonitu nebulas et fulguras ; frango celitibus famulor convoco Christicolas, 1577 » « Je dissipe de mes sons nuées et foudres ; je les déchire et, familière des cieux, j'appelle à l'assemblée les Chrétiens, 1577. » Au XIXe siècle, l'église en mauvais état est refaite grâce à la générosité de donateurs comme Mme Girardot : en 1875 on dégage l'édifice, on change les dalles de la nef, la toiture est reconstruite avec un clocher comtois et les stalles du chœur sont restaurées. Le hameau de Saint-Pierre-sous-Vadans possède quant à lui une église à clocher roman carré.

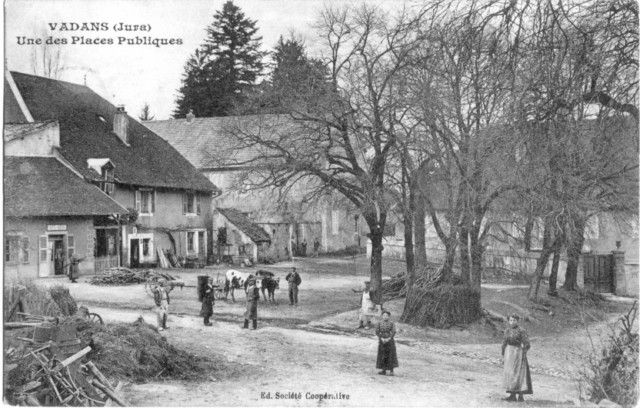
Place de la liberté en 1915.

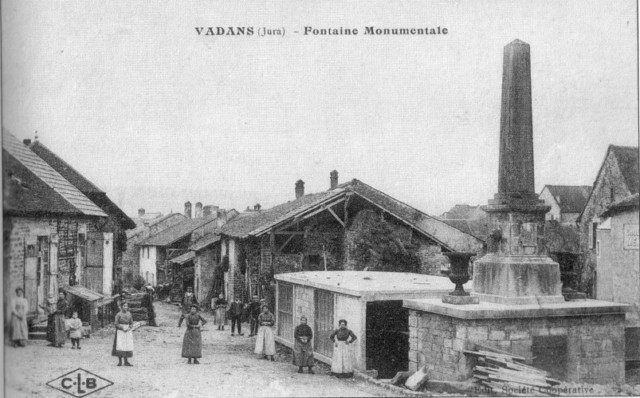
Vue de la fontaine de Vadans après la construction d'un abri en 1913.

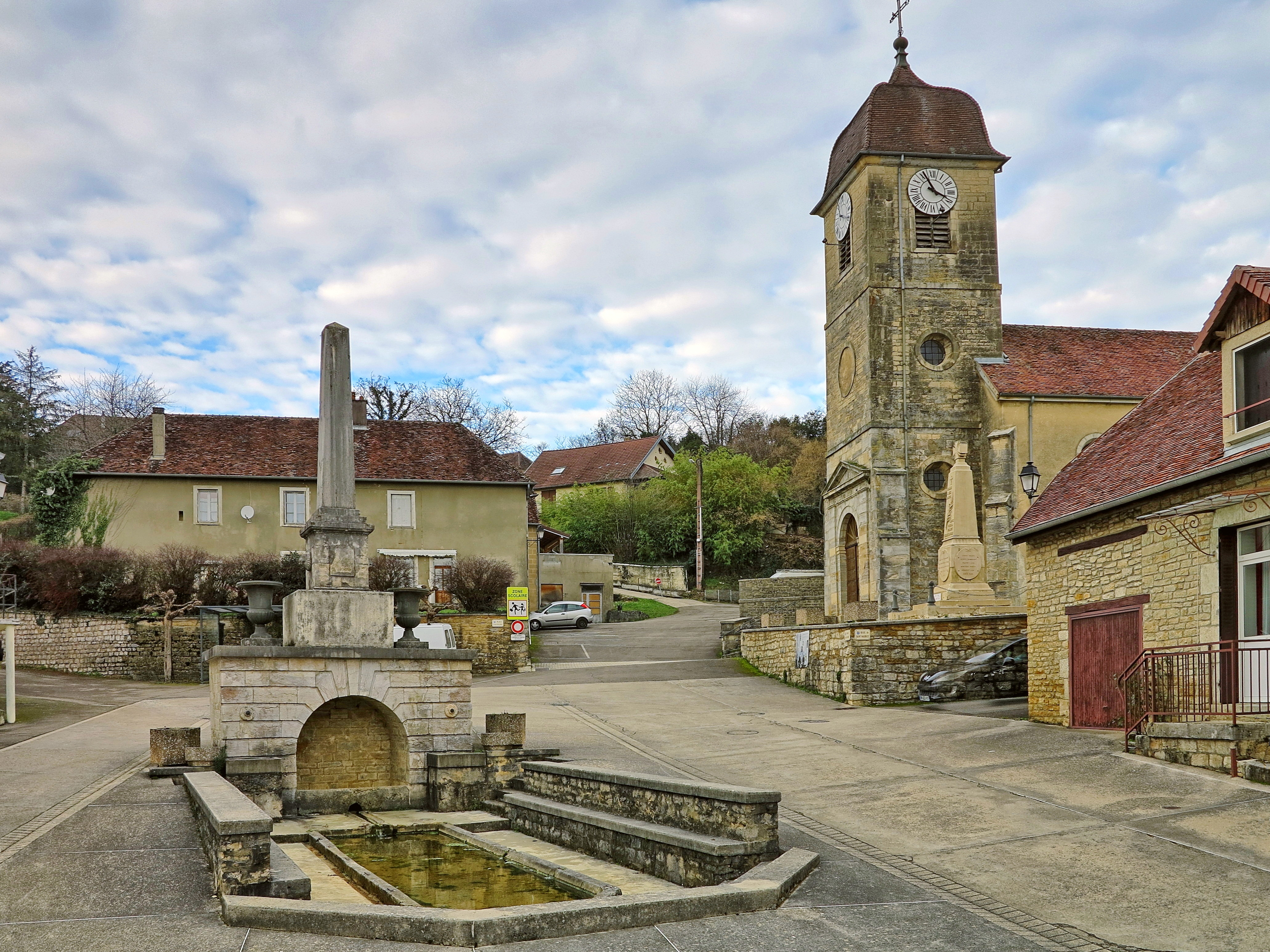
La place Dejoux en 2023.

#### La place de la Liberté
La place de la Liberté est la place structurante du haut-village. Elle concentre autour d'elle le terrain communal et l'espace Liberté. Le terrain communal, stabilisé, permet le déroulement de plusieurs manifestations. Le tournoi traditionnel de pétanque du 15 août est par exemple organisé sur cette place, ainsi que la kermesse de l'école de Vadans. C'est de cet endroit qu'est parti la cérémonie du Biou en 2012.
L'espace Liberté, inauguré en mars 2012, fait place à l'ancienne MJC. Il comprend une grande salle, la salle communale, ainsi que des salles annexes pour les associations. Cet espace est entièrement aménagé pour les personnes à mobilité réduite. La grande salle est d'un seul tenant, et d'environ 180 m2. Cette dernière dispose d'un bar, d'un vestiaire, et d'une cuisine entièrement équipée. Elle est louée pour les mariages, fêtes, spectacles et réceptions.
L'arbre de la Liberté fut planté en février 1848, lors de la proclamation de la Deuxième République. Il est béni par l'abbé Songeon. Pour fêter l'événement, un grand feu de joie fut allumé au-dessus du lieu-dit "Les Côtes".

#### La placeClaude Dejoux
La place, située au pied de l'église, prend une importance capitale pour le village. En effet, le conseil municipal décide de bâtir une fontaine couverte ainsi qu'un lavoir. Ce choix a deux objectifs. Le premier est d'assurer le confort des administrés, ainsi que de disposer d'une réserve d'eau en cas d'incendie. Cette décision est votée le 8 mai 1816. Ces travaux sont financés par Claude Dejoux, décédé le 18 octobre 1816. Il lègue, dans son testament du 6 juin 1816, une rente perpétuelle de 400 francs, dont 200 francs sont destinés à la construction de la fontaine et à son entretien.
Le bassin fut établi sous l'arcade d'un important massif de maçonnerie servant de piédestal à une haute colonne quadrangulaire, sorte d'obélisque d'une seule pierre. Si les travaux sont exécutés en 1818 par l'entrepreneur Briffaut, les réseaux d'eau seront mis en place en 1828 par le fontainier Caillier, d'Arbois. Ils alimentent deux jets d'eau, ainsi que le réservoir et le lavoir.
En 1913, le lavoir est abrité, plus d'un siècle après sa construction, par une structure horizontale en ciment armé, qui laisse visible la perspective du monument. Plus tard, au vu de la faible utilité de cet abri, il sera démoli.
En 1999, d'importants travaux sont lancés pour rénover la place, et la rendre plus attrayante : c'est la place dans sa forme actuelle.

#### Le moulin des Charbonnières
Le moulin des Charbonnières est situé au bord de la Cuisance, sur sa rive gauche. Le nom proviendrait, d'après une tradition, à l'époque où il fut exploité par des demoiselles portant le nom de "Charbonnières", une époque aujourd'hui inconnue. L'habitude de l'appeler ainsi existait déjà en 1645, car le moulin était spécifié sous le nom de "moulin des Charbonnières" dans l'acte notarié qui définissait les droits du Seigneur de Vadans.
Cependant, après un violent incendie en 1934, on retrouve dans les fondations des vestiges d'une époque ancienne, avec notamment une huilerie, un moulin à eau, un four à pain, un pavage semblable à celui d'une écurie, et enfin une grosse meule usagée servant de base aux fondations. Jusqu'au XVIIIe siècle, il fut le seul moulin banal de la Seigneurie; le deuxième, celui de Mathenay, se nomme alors Moulin neuf, pour se différencier du moulin des Charbonnières.
Au cours du XIXe siècle, les meuniers Billet ajoutent progressivement une scierie, puis une batteuse à grains. Dans le même temps, le pont qui enjamabe la Cuisance près du moulin est reconstruit en 1832. En 1910 et 1912, M. Paris perfectionne le moulin, en remplaçant les meules de pierre par des cylindres, les roues à auget par des turbines, et en installant une unité de production électrique. Ses fils, les frères Paris, annexent une grande boulangerie au moulin, qui permet d'assurer la production de pain frais pour plusieurs villages environnants.
Après l'incendie du 7 juillet 1934, le moulin est transformé en une usine moderne qui dispose à l'époque de tous les équipements de pointe dans l'industrie meunière et boulangère. Désaffecté à partir de 1984, il est laissé à l'abandon jusqu'en 2010, date où un nouveau propriétaire envisage un projet de restauration.

### Personnalités liées à la commune
- Jean Girardot de Nozeroy (1580-1651), homme politique comtois pendant la guerre de Dix ans, sa famille (les Girardot) est originaire de ce village.
- Claude Dejoux, (1732-1816), sculpteur. Descendant de la noble famille comtoise des sires de Joux, Claude Dejoux est né à Vadans d'une famille de modestes cultivateurs. Berger à ses débuts, il devient rapidement apprenti chez un menuisier par son goût de la sculpture. Il passa compagnon et entreprit alors le tour de France. Il devient membre de l'académie royale des beaux arts et sculpteur du roi. Claude Dejoux a obtenu le grade de chevalier de la légion d'honneur. Son buste en plâtre est exposé dans la mairie de Vadans.
- Mathieu Péalardy, (1753-1836), général. Il commence très tôt une carrière militaire qui le conduit aux Antilles à la disposition du gouverneur de la Guadeloupe. Il est rapidement promu général. En 1794, il se distingue en chassant les Anglais de Guadeloupe, permettant à la France d'intégrer cette île dans son territoire national. Il a été nommé chevalier de l'ordre de Saint Louis.
- Jacques Antoine Adrien Delort, (1773-1846), général des armées de la République et de l'Empire, né à Arbois, décédé dans la commune. Sa sépulture se trouve dans l'enceinte du château de Vadans, lequel lui appartenait à sa mort.

### Héraldique
| Blason de Vadans (Jura) | Blason  | D'azur à 6 besants d'argent ordonnés 3, 2 et 1; au chef parti au 1er d'or à la cotice de sable et à la molette du même brochant en cœur, au 2e d'or plain. |
| Blason de Vadans (Jura) | Détails | Le statut officiel du blason reste à déterminer. |

## Pour approfondir